# Georg Czarth
Georg Czarth oder Georg Zarth (tschechisch Jiří Čart) (* 8. April 1708 in Hochtánov (Hochtann) bei Havlíčkův Brod in Böhmen; † nach 1780 in Mannheim) war ein böhmischer Komponist, Violinist und Flötist der Vorklassik.

## Leben
Georg Czarth erhielt ersten Musikunterricht beim Kantor Lukas Lorenz in Deutschbrod, der auch einer der ersten Lehrer von Johann Stamitz war. Über Prag reiste er nach Wien und erhielt bei den kaiserlichen Hofmusikern Franz Josef Timmer († 1731) und Johann Otto Rosetter (1690–1752) Violinunterricht und bei Biarelli Flötenunterricht. Georg Czarth reiste 1729 gemeinsam mit Franz Benda nach Polen, wo beide in den Dienst des Starosten Suchaczewski kamen, 1732 wechselten beide in die „pohlnische Cammer Musique“ nach Warschau.
Ab 1734 waren Czarth und auch Benda in den Diensten des Kronprinzen Friedrich von Preußen in Ruppin und ein Jahr später in Rheinsberg. Czarth folgte seinem Herrn bei dessen Besteigung des Königsthrones 1740 nach Berlin, wo er bis 1758 tätig war. Hier gehörte er laut Friedrich Wilhelm Marpurg (Kritische Briefe über die Tonkunst, 1757, Band 3) zu „den berühmtesten Königlichen Herren Capellmusicis“. 1757 wurde er als erster Violinist, „churfürstlicher Hofmusikus“ in der Mannheimer Hofkapelle. Erst ab diesem Zeitpunkt endete der gemeinsame Weg mit Franz Benda. In der Mannheimer Kapelle blieb er bis 1778, dem Jahr, in dem die Hofkapelle nach München übersiedelte. Zu dieser Zeit schreibt Leopold Mozart in seinen Reiseaufzeichnungen von einer Begegnung mit Czarth. Czarth blieb danach bis an sein Lebensende in Mannheim. Ein Dokument im Mannheimer Hofkalender gibt für ihn eine Besoldung von 800 Gulden (1758), nebst den üblichen Vorteilen an, in diesem Register wurde er bis 1780 geführt.

## Werke
Die meisten Kompositionen Czarths entstanden in der Zeit, als er in den Diensten Friedrichs von Preußen war. Er schuf mehrere Sinfonien, die alle als verschollen gelten, mehrere Violin- und Flötenkonzerte, ein Konzert für Flöte, Fagott und Streicher sowie Solo- und Triosonaten für verschiedene Besetzungen. Neben den oben genannten Werken ließ er 1753 in Paris sechs Flöten- und sechs Violin-Soli in Kupfer stechen, auf deren Titelblatt sein Name mit „Zart“ angegeben ist.